# Петровичи (Воропаевский сельсовет)
Петровичи (бел. Пятро́вічы) — деревня в Поставском районе Витебской области Белоруссии. В составе Воропаевского сельсовета.

## История
В 1921—1939 годах деревня в составе гмины Поставы Дисненского повета Виленского воеводства Польской Республики.
С 1939 года в БССР.
До 28 мая 1962 года деревня входила в состав Жуковщинского сельсовета, до 18 декабря 2009 года — в состав Бельковского сельсовета.

## Население
- 1921 год — 130 жителей, 23 двора[4].
- 1931 год — 187 жителей, 24 двора[5].
- 2009 год — 2 жителя (перепись населения).